# Ryva Kajtazi
Ryva Kajtazi (* 9. März 1980 in Podujevo, SFR Jugoslawien, heute Kosovo) ist eine kosovarische Sängerin. Ihre Songs können dem Dance-Pop zugeordnet werden, jedoch wird ihre Musik auch von Turbofolk beeinflusst. Sie gehört zu den wenigen albanischsprachigen Musikern, die mit Dance-Musik erfolgreich geworden sind.

## Leben und Karriere
Ryva Kajtazi ging in Podujeva in die Grundschule und absolvierte an der Universität Pristina ihre Studien in der Fakultät für Kunst, im Fach Schauspielerei.
Die im Juni 2011 erschienene Single Hajde Zemër ist ihr bisher größter Erfolg.

## Diskografie

### Kompilationen
- 2014: Best of

### Singles (Auswahl)
- 2008: Më Pëlqen
- 2008: Iluzion (Original: Sibel Can – Çakmak Çakmak)
- 2010: Hipnotizon
- 2011: Hajde Zemër
- 2011: Të Kam Pranë
- 2012: Duhemi
- 2012: Nata
- 2013: Për ty flas
- 2013: Me Thuaj Po (mit Sefe Duraj)